# Leopoldo Serantes
 Leopoldo Serantes  (ur. 15 marca 1962 w Bicol Region, zm. 1 września 2021 w Quezon City) – filipiński pięściarz kategorii papierowej. Brązowy medalista XXIV Letnich Igrzysk Olimpijskich w Seulu (1988).
W styczniu 2021 roku pięściarz został umieszczony na oddziale intensywnej terapii w szpitalu dla weteranów z powodu poważnej choroby płuc i serca. Bounty Agro Ventures zobowiązało się do przyznania Leopoldo Serantesowi miesięcznego zasiłku w wysokości 100 000 filipińskich peso na całe życie po to, aby pomóc pięściarzowi w opłaceniu rachunków i potrzeb medycznych. Leopoldo Serantes zmarł 1 września 2021 roku w wieku 59 lat z powodu powikłań przewlekłej obturacyjnej choroby płuc.